# 9070 Ensab
9070 Ensab eller 1993 OZ2 är en asteroid i huvudbältet som upptäcktes den 23 juli 1993 av de båda amerikanska astronomerna Carolyn S. Shoemaker och David H. Levy vid Palomar-observatoriet. Den är uppkallad efter det kanadensiska amatörastronomparet Leo Enright och Denise Sabatini.
Asteroiden har en diameter på ungefär 6 kilometer.